# Кочелаєвське сільське поселення
Кочела́євське сільське поселення (рос. Кочелаевское сельское поселение) — муніципальне утворення у складі Ковилкінського району Мордовії, Росія. Адміністративний центр — село Кочелаєво.

## Населення
Населення — 1333 особи (2019, 1506 у 2010, 1632 у 2002).

## Склад
До складу поселення входять такі населені пункти:
| Населений пункт    | Населення, осіб (2002) | Населення, осіб (2010) |
| ------------------ | ---------------------- | ---------------------- |
| Буди, присілок     | 29                     | 14                     |
| Кочелаєво, село    | 1587                   | 1490                   |
| Красний Яр, селище | 16                     | 2                      |